# Clytia globosum
Clytia globosum är en nässeldjursart som först beskrevs av Mayer 1900.  Clytia globosum ingår i släktet Clytia och familjen Campanulariidae. Inga underarter finns listade i Catalogue of Life.